# Stefan Uroš V.

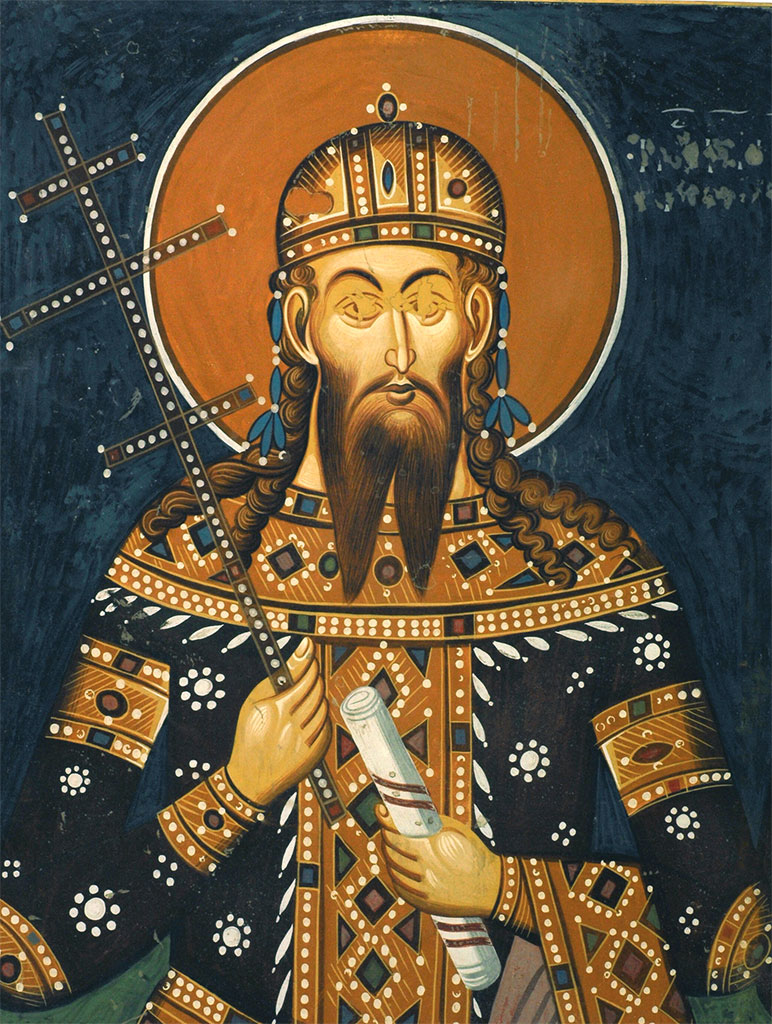
Stefan Uroš V. der Schwache

Stefan Uroš V. „der Schwache“ (serbisch: свети Стефан Урош V. - нејаки) (* 1337; † 4. Dezember 1371), auch bekannt als Uroš der Schwache (Uroš Nejaki), aus der Nemanjić-Dynastie war als serbischer König (1346–1355) Mitregent seines Vaters Zar Dušan, nach Dušans Tod folgte er ihm als zweiter serbischer Zar (1355–1371).

## Leben
Stefan Uroš V. war der einzige Sohn von Stefan Uroš IV. Dušan und Helena von Bulgarien, der Schwester von Iwan Alexander von Bulgarien. Er wurde 1346 zum König gekrönt, nachdem sein Vater sich selbst zum Kaiser erhob, und wurde dadurch Mitregent seines Vaters. Nach dem Tod seines Vaters 1355 wurde er alleiniger Herrscher, blieb aber trotzdem im großen Maße abhängig von seiner Mutter und den Fürsten.
Unfähig über das große Reich seines Vaters zu herrschen, konnte Uroš V. nicht einmal die Angriffe der Feinde abwehren. Das serbische Reich teilte sich in viele Fürstentümer, von denen einige die Herrschaft von Stefan Uroš V. nicht akzeptierten. Die erste große Herausforderung für Stefan war, als sein Onkel Simeon Uroš Palaiologos versuchte, den Thron zu ergreifen. Simeon wurde 1356 besiegt und zog nach Thessalien und Epirus, wo er mit dem Titel Kaiser der Römer und Serben regierte. Dadurch verlor Stefan Uroš auch Gebiete im heutigen Griechenland, die sein Vater erobert hatte. Am Ende seiner Regentschaft bestand seine Herrschaft nur noch auf dem Gebiet zwischen der Šar Planina und der Donau, die serbischen Fürsten in Makedonien hatten sich faktisch für unabhängig erklärt.
Stefan Uroš starb im Dezember 1371 kinderlos. Ein großer Teil der serbischen Fürstentümer im Süden wurde von den Osmanen nach der Schlacht an der Mariza im selben Jahr erobert. Als Folgewirkung dieser Niederlage ging das Herrschaftsgebiet von Lazar Hrebeljanović als neues Kerngebiet des serbischen Staates hervor, da Lazar einen großen Machtbereich im Norden des Landes hatte. Nach den großen Eroberungen seines Vaters Stefan Uroš IV. Dušan wurde Serbien Opfer des Adels.
Die außergewöhnliche Bescheidenheit und Toleranz von Stefan Uroš war der Hauptgrund, wieso er als schwach bezeichnet wurde. Dies war ebenfalls der Grund, wieso er 211 Jahre nach seinem Tod von der serbisch-orthodoxen Kirche heiliggesprochen wurde. Sein Körper wird im Kloster Jazak am Berg Fruška Gora bewahrt.